# Młodość Maksyma
Młodość Maksyma / W walce z caratem (ros. Юность Максима, Junost Maksima) – radziecki czarno-biały film z 1934 roku w reżyserii Grigorija Kozincewa i Leonida Trauberga. Pierwsza część filmowej „Trylogii o Maksymie” prezentująca życie fabrycznego robotnika, który wstępuje do partii bolszewików. W roli tytułowego Maksyma wcielił się Boris Czirkow.
W Polsce film był wyświetlany równocześnie pod dwoma nazwami pt. W walce z caratem oraz pt. Młodość Maksyma.

## Obsada
- Boris Czirkow jako Maksym
- Walentina Kibardina jako Natasza
- Michaił Tarchanow jako Poliwanow
- Stiepan Kajukow jako Dmitrij „Diema” Sawczenko
- Aleksandr Kulakow jako Andriej
- Boris Blinow
- S. Leontiew
- M. Szelkowski
- Władimir Sladkopewcew
- Leonid Liubaszewki
- Pawieł Wolkow